# Tony Henry

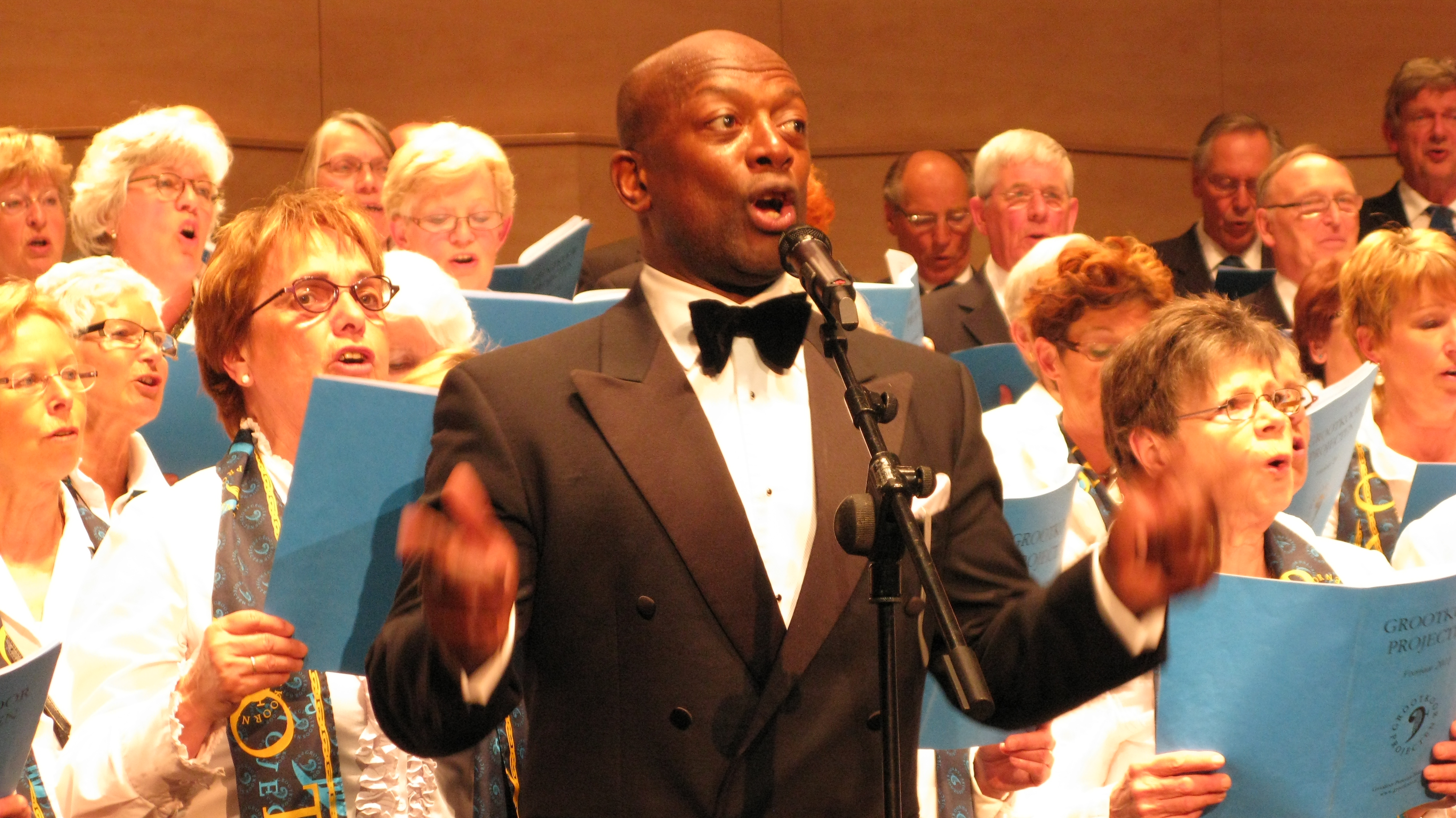
Tony Henry (2011)

Antony Garfield Henry (* in St Albans, Großbritannien) ist ein britischer Opernsänger (Tenor).

## Leben
Henry wurde als drittes von fünf Kindern in eine von den Westindischen Inseln stammende Familie in St Albans geboren und verließ die Mittelschule mit 16 Jahren, um in London Arbeit zu suchen. Sein großer Traum war es, Tänzer und Schauspieler zu werden. Den Besuch der Rambert School of Ballet finanzierte er mit einer Aushilfsarbeit als Küchenhilfe und sonstigen Jobs. Nach seinem erfolgreichen Abschluss machte er erste Erfahrungen am Londoner West End, wo er in Starlight Express, Children of Eden, Miss Saigon und Carmen Jones besetzt wurde.
Nachdem er zur stimmlichen Weiterbildung einen Kurs an der Academy of Live and Recorded Arts (A.L.R.A) belegt hatte, wurde er von seinem Gesangslehrer Mark Meylan für die Klassik entdeckt. Seither widmet sich Henry nahezu ausschließlich der Oper; sein Debüt feierte er als Luigi in Il tabarro, inszeniert von Simon Callow. Danach folgten Engagements an der Champer Opera, der Castleward Opera, der Opera North und in der Royal Albert Hall.

## Karriere
2003 wurden erstmals Plattenproduzenten auf ihn aufmerksam und er unterschrieb einen Vertrag bei Warner Music. Im selben Jahr wurde er in den Buckingham Palace eingeladen, um auf dem Geburtstag von Prinz Edward zu singen. Als Gast-Solist tritt er regelmäßig in verschiedenen Opernhäusern wie der Schottischen Oper oder der Riverside Opera auf.
Britische Zeitungen feierten ihn als „Opernsensation“ (Daily Telegraph) und die „britische Antwort auf Pavarotti“ (Mail on Sunday). In Deutschland trat er erstmals im Dezember 2006 im Rahmen der Nokia Night of the Proms auf.
Am 21. November 2007 sang er vor dem entscheidenden EM-Qualifikationsspiel zwischen England und Kroatien die beiden Nationalhymnen. Während der Aufführung unterlief Henry ein Lapsus mit dem Text der kroatischen Hymne. Henry sollte „Mila kuda si planina“ („Mein Schatz, wie wir deine Berge lieben“) singen, stattdessen sang er „Mila kura si planina“ („Mein Lieber, mein Penis ist ein Berg“).
Tony Henry lebt mit seiner Frau und drei Kindern in den schottischen Highlands in der Nähe von Inverness.

## Diskografie
- Modern Arias (Dezember 2003)
- Modern Classics (Dezember 2008)
- Solo Con Te (November 2009, mit Natasha Thomas)